# Датско-эритрейские отношения
Датско-эритрейские отношения — двусторонние дипломатические отношения между Данией и Эритреей. Посольство Дании в Найроби (Кения) ведет дипломатические переговоры с Эритреей, в то время как посольство Эритреи в Стокгольме (Швеция) установило отношения с Данией. Дипломатические отношения были установлены в 1993 году. Отношения между Данией и Эритреей постепенно ухудшались, в связи с чем в январе 2002 года Дания решила приостановить сотрудничество в области развития с Эритреей и закрыть свое посольство в июне 2002 года. После эфиопо-эритрейского конфликта Дания направила 320 солдат в качестве миссии ООН в Эфиопию и Эритрею для установления наблюдения за прекращением огня в данной войне.

## История
В 1950 году Дания и другие 15 стран проголосовали на заседании ООН за объединение Эритреи и Эфиопии под руководством Хайле Селассие. Во время войны за независимость Эритреи Дания отправляла гуманитарную помощь Народному фронту освобождения Эритреи. В 1980-х годах парламент Дании принял резолюцию в поддержку независимости Эритреи. Дания открыла посольство в Асмэре в июле 1997 года, однако закрыла его в июне 2002 года, в связи с отсутствием демократического строя в стране. В октябре 2001 года Эритрея выслала итальянского посла. Позже Дания отозвала своего посла в Эритрее для консультаций. В 2001 году Дания прекратила предоставлять поомщь Эритрее из-за арестов эритрейских студентов и оппозиционных политиков президентом Исайясом Афеворки, а также отсутствия свободы прессы в Эритрее. Другой причиной стало новое либеральное правительство Дании, которое решило сократить бюджет, рассчитанный на помощь Эритрее.

## Помощь в целях развития
Эритрея была выбрана в качестве страны датской программы с 1993 по 1996 год и с 1999 по 2001 год.
Дания оказывает поддержку Эритрее в борьбе с деградацией земельных ресурсов. В 1996 году согласно Конвенции ООН по борьбе с опустыниванием Дания выделила Эритрее 35 000 долларов, а в 1997 году — 111 000 долларов в рамках программы органа Организации Объединённых Наций по наблюдению за выполнением условий перемирия. В 1996 году Дания оказала помощь сельскохозяйственному сектору в размере 112 млн датских крон, а сектору образования — 80 миллионов датских крон. Общая помощь сельскохозяйственной программе Эритреи составила 112 млн датских крон. (15 миллионов долларов США). С 2001 по 2004 год Дания оказала Эритрее финансовую помощь в размере 36,60 миллионов датских крон в судебную сферу. В 2001 году обе страны договорились развивать правовую сферу.
Также в этом году Дания пожертвовала 2,199 миллиона долларов США на поддержку разминирования в Эритрее.

## Визиты на высоком уровне
В 2000 году на саммите Лиги арабских государств в Каире президент Эритреи Исайяс Афеворки встретился с кронпринцем Фредериком и назвал отношения между Данией и Эритреей «образцово-показательными».
В феврале 2001 года министр иностранных дел Дании Могенс Люккетофт посетил Эритрею с целью обсуждения программы развития между Данией и Эритреей.